# Gert Wingårdh
Gert Bo Wingårdh (26. april 1951 i Skövde) er en svensk arkitekt. Wingårdh har fået fem Kasper Salin-priser, hvilket er flere end nogen anden svensk arkitekt har fået. Hans arbejde spænder fra butiksindretning til fabrikskomplekser, og han har deltaget i en del projekter, som har fået internationel opmærksomhed.

## Udmærkelser
- 1988 Kasper Salinpriset for Öijared Executive Country Club.
- 1993 Kasper Salinpriset for Astra Hässle, Mölndal.
- 1999 Æresdoktor ved Chalmers tekniska högskola.[2]
- 2001 Kasper Salinpriset for kårhuset ved Chalmers tekniska högskola.
- 2001 SARs boligpris for bolighuset Kajplats 01, Bo01 i Malmø.
- 2001 Laboratory of the year til AstraZeneca i Waltham.[3]
- 2005 Helge Zimdalpriset for Villa Astrid i Hovås.
- 2006 Kasper Salinpriset for Aranäsgymnasiet i Kungsbacka.
- 2007 American Architecture Awards for House of Sweden i Washington D.C..
- 2007 Kasper Salinpriset for House of Sweden i Washington D.C.
- 2008 World Architecture Festival Award for K:fem modevaruhus i Vällingby.[4]